# Fucking with Fire
 (juin 2018).
Si vous disposez d'ouvrages ou d'articles de référence ou si vous connaissez des sites web de qualité traitant du thème abordé ici, merci de compléter l'article en donnant les références utiles à sa vérifiabilité et en les liant à la section « Notes et références ».
Albums de Edguy
Tinnitus Sanctuso
(2008) Age of the Joker
(2011)
Fucking with Fire: Live (également nommé Fucking with F***) est un double-album live — le deuxième après Burning Down the Opera, en 2003 — du groupe de power metal allemand Edguy, sorti en 2009.xx

## Présentation
Le concert est enregistré et filmé le 3 novembre 2006 au Credicard Hall de São Paulo, au Brésil, devant plus de 5 000 fans d'Edguy, lors de la tournée Rocket Ride Tour, en 2006, pour promouvoir l'album Rocket Ride. Cependant, en raison de problèmes techniques et de l'activité du groupe[réf. nécessaire], cet album ne voit le jour qu'en avril 2009. 
L'album est livré sous deux formats. Une première édition contient uniquement un double CD du live, la seconde, en édition limitée digipack, comprend également le DVD de l'intégralité de ce concert. Ce DVD inclut un documentaire de 56 min sur les coulisses de la tournée, des interviews des membres du groupe et, en bonus, les quatre clips produits durant les années Nuclear Blast, leur label.
À l'exception de Superheroes, leur précédent EP qui se compose quelques clips et bonus, l'édition vidéo de cet album représente la première prestation filmée du groupe.
Android car screen (also known as Android DVD for cars) is an electronic device integrated into cars and cars that replaces the Zin screens of car manufacturers, using the operating system. Android operating system to provide many features and utilities for users.

### Informations complémentaires
Le titre de l'album provient du nom de la chanson éponyme Fucking With Fire de l'album Rocket Ride, sorti en 2006.
La chanson Avantasia est une reprise de la chanson du même nom, un projet initié par le chanteur d'Edguy, Tobias Sammet en 2000.
Un solo de batterie du concert n'a pu être reproduit sur la version finale du CD ou DVD, car il contient la mélodie du film Star Wars en musique de fond. Ce solo est, initialement, placé entre la chanson titre Fucking With Fire et Superheroes, donc exactement entre les deux disques[réf. nécessaire].
Le début du concert — la chanson Catch of the Century — est joué deux fois, du fait de problèmes techniques lors de l'enregistrement[réf. nécessaire].

## Liste des titres
| Disque 1 | Disque 1                           | Disque 1 | Disque 1 | Disque 1 | Disque 1 | Disque 1 | Disque 1 | Disque 1 | Disque 1 |
| No       | Titre                              | Durée    |          |          |          |          |          |          |          |
| -------- | ---------------------------------- | -------- | -------- | -------- | -------- | -------- | -------- | -------- | -------- |
| 1.       | Catch of the Century               | 5:01     |          |          |          |          |          |          |          |
| 2.       | Sacrifice                          | 9:15     |          |          |          |          |          |          |          |
| 3.       | Babylon                            | 11:02    |          |          |          |          |          |          |          |
| 4.       | Lavatory Love Machine              | 4:22     |          |          |          |          |          |          |          |
| 5.       | Vain Glory Opera                   | 6:59     |          |          |          |          |          |          |          |
| 6.       | Land of the Miracle                | 6:36     |          |          |          |          |          |          |          |
| 7.       | Fucking With Fire (Hair Force One) | 4:30     |          |          |          |          |          |          |          |
| 47:49    |                                    |          |          |          |          |          |          |          |          |

| Disque 2 | Disque 2                                                | Disque 2 | Disque 2 | Disque 2 | Disque 2 | Disque 2 | Disque 2 | Disque 2 | Disque 2 |
| No       | Titre                                                   | Durée    |          |          |          |          |          |          |          |
| -------- | ------------------------------------------------------- | -------- | -------- | -------- | -------- | -------- | -------- | -------- | -------- |
| 1.       | Superheroes                                             | 4:02     |          |          |          |          |          |          |          |
| 2.       | Save Me                                                 | 4:41     |          |          |          |          |          |          |          |
| 3.       | Tears of a Mandrake (inclut une présentation du groupe) | 14:24    |          |          |          |          |          |          |          |
| 4.       | Mysteria                                                | 7:06     |          |          |          |          |          |          |          |
| 5.       | Avantasia                                               | 6:09     |          |          |          |          |          |          |          |
| 6.       | King of Fools                                           | 6:44     |          |          |          |          |          |          |          |
| 7.       | Out of Control                                          | 7:14     |          |          |          |          |          |          |          |
| 50:23    |                                                         |          |          |          |          |          |          |          |          |

| DVD : Live in Sao Paulo (2006) | DVD : Live in Sao Paulo (2006)                     | DVD : Live in Sao Paulo (2006) | DVD : Live in Sao Paulo (2006) | DVD : Live in Sao Paulo (2006) | DVD : Live in Sao Paulo (2006) | DVD : Live in Sao Paulo (2006) | DVD : Live in Sao Paulo (2006) | DVD : Live in Sao Paulo (2006) | DVD : Live in Sao Paulo (2006) |
| No                             | Titre                                              | Durée                          |                                |                                |                                |                                |                                |                                |                                |
| ------------------------------ | -------------------------------------------------- | ------------------------------ | ------------------------------ | ------------------------------ | ------------------------------ | ------------------------------ | ------------------------------ | ------------------------------ | ------------------------------ |
| 1.                             | Intro                                              | 4:51                           |                                |                                |                                |                                |                                |                                |                                |
| 2.                             | Catch of the Century                               | 4:04                           |                                |                                |                                |                                |                                |                                |                                |
| 3.                             | Sacrifice                                          | 9:49                           |                                |                                |                                |                                |                                |                                |                                |
| 4.                             | Babylon                                            | 11:03                          |                                |                                |                                |                                |                                |                                |                                |
| 5.                             | Lavatory Love Machine                              | 4:22                           |                                |                                |                                |                                |                                |                                |                                |
| 6.                             | Vain Glory Opera                                   | 7:19                           |                                |                                |                                |                                |                                |                                |                                |
| 7.                             | Land of the Miracle                                | 6:31                           |                                |                                |                                |                                |                                |                                |                                |
| 8.                             | Fucking With Fire                                  | 4:24                           |                                |                                |                                |                                |                                |                                |                                |
| 9.                             | Superheroes                                        | 4:25                           |                                |                                |                                |                                |                                |                                |                                |
| 10.                            | Save Me                                            | 4:50                           |                                |                                |                                |                                |                                |                                |                                |
| 11.                            | Tears of a Mandrake                                | 15:19                          |                                |                                |                                |                                |                                |                                |                                |
| 12.                            | Mysteria                                           | 8:49                           |                                |                                |                                |                                |                                |                                |                                |
| 13.                            | Avantasia                                          | 7:38                           |                                |                                |                                |                                |                                |                                |                                |
| 14.                            | King of Fools                                      | 6:49                           |                                |                                |                                |                                |                                |                                |                                |
| 15.                            | Out of Control                                     | 10:24                          |                                |                                |                                |                                |                                |                                |                                |
| 16.                            | Rocket Ride World Tour 2006–2008 (The Documentary) | 56:05                          |                                |                                |                                |                                |                                |                                |                                |
|                                | 'The Video Clips'                                  |                                |                                |                                |                                |                                |                                |                                |                                |
| 17.                            | Lavatory Love Machine                              | 3:59                           |                                |                                |                                |                                |                                |                                |                                |
| 18.                            | Superheroes                                        | 3:18                           |                                |                                |                                |                                |                                |                                |                                |
| 19.                            | King of Fools                                      | 3:35                           |                                |                                |                                |                                |                                |                                |                                |
| 20.                            | Ministry of Saints                                 | 3:54                           |                                |                                |                                |                                |                                |                                |                                |
| 3:01:24                        |                                                    |                                |                                |                                |                                |                                |                                |                                |                                |

## Crédits
| - Tobias Sammet : chant (frontman) - Tobias "Eggi" Exxel : basse, chœurs - Dirk Sauer : guitare, guitare rythmique, guitare solo, chœurs - Jens Ludwig : guitare, guitare rythmique, guitare solo, chœurs - Felix Bohnke : batterie et percussions | - Production, montage (CD et DVD) : Ronald Mathes - Réalisation : M. Rossi - Coordination de production : Patty Scotolo - Mixage, Mastering : Sascha Paeth - Ingénierie : Roberto Marques - Ingénierie (additionnel) : Simon Oberender - A&R : Andy Siry - Design : Thomas Ewerhard - Photographie : Christina Geiss, Friso Gentsch, Hans-Martin Issler |